# Hokuei
Hokuei (japanska: 北栄町?, Hokuei-chō) är en landskommun (köping) i Tottori prefektur i Japan. 
Kommunen bildades 2005 genom en sammanslagning av kommunerna Hōjō och Daiei. 